# Дилара Казимова
Дилара Казимова (азер. Dilarə Kazımova; Баку, 20. мај 1984) је азербејџанска певачица и глумица.

## Биографија
Рођена је у Бакуу, Казимова је студирала вокалне уметности на Музичкој академији у Бакуу. Након дипломирања, кратко је наступала као део оперске трупе. Од раних 2000-их била је члан рок групе Unformal, а касније певачица дуа Milk & Kisses. Оба бенда су раније учествовала у националном избору Азербејџана за Песму Евровизије, при чему су обе групе заузеле другу позицију.
Казимова је 2014. године учествовала у селекцији Азербејџана и победила на такмичењу. "Start a Fire", песма са којом је Дилара представљала Азербејџан у Копенхагену, објављена је две недеље касније, 16. марта 2014, истовремено са видео клипом. Дилара је наступила у првом полуфиналу такмичења, заузевши 9. место са 57 бодова и на крају се пласирала у финале. У финалу је била 22. са 33 бода.
Такође 2014. године, Казимова је учествовала у четвртој сезони украјинског ријалити-талент шоуа Глас Украјине (део међународног синдиката, под вођством Свјатослава Вакарчука.
Казимова је такође глумила у два азербејџанска филма Çalış, nəfəs alma 2006. и Purgatory(за које је снимила звучни запис „Sonsuz yol" као део бенда Unformal) 2007. године.

## Дискографија
| Назив          | Година |
| -------------- | ------ |
| "Start a Fire" | 2014   |
| "Dream"        | 2016   |

## Филмографија
| Година | Филм              |
| ------ | ----------------- |
| 2006   | Çalış, nəfəs alma |
| 2007   | Prugatory         |